# Cerreto modernata
Cerreto modernata è una commedia teatrale scritta da Oronzo Cerri nella metà del XVIII secolo al fine di rappresentarla nel Teatro di Cerreto Sannita negli ultimi tre giorni del Carnevale del 1769.
Il manoscritto originario, riscoperto in epoca moderna, è conservato nella Biblioteca Nazionale di Napoli - Sezione Lucchesi Palli ed è stato oggetto di schedatura e di catalogazione nell'ambito del progetto Archivio Teatro Napoli della Direzione generale per i Beni Culturali.
Secondo la scrittrice Fappiano l'opera non fu mai rappresentata perché parlava di fatti realmente accaduti e costituiva una satira verso una parte del Clero della Diocesi cerretese.
Nella stessa dedica al lettore con cui si apre il manoscritto originario, il Cerri dedica la commedia ad un immaginario lettore chiedendogli di proteggere con lui l'opera, evitandone la censura.
Si decise inoltre di far rappresentare la commedia nel periodo di Carnevale, meno soggetto alla censura satirica, e reputato perciò più adatto.
I personaggi erano undici, interpretati dai più importanti uomini cerretesi del tempo:
- Padre Corbellone, ruolo affidato a Domenico Antonio Mazzarella, dottore nelle leggi e primo giudice di pace del circondario a seguito dell'introduzione di tale istituto durante la dominazione francese; fu anche il padre di Andrea Mazzarella, poeta cerretese;
- Padre Nardone, interpretato dal sig. Giuseppe Antonio Sanzari;
- Padre Voccone, ruolo ricoperto da Nicola Mastrobuoni, notaio apostolico;
- Padre Cestunia, interpretato dal sig. Bernardo di Crosta;
- Padre Volpetta, ruolo ricoperto dall'autore, dottor Oronzo Cerri, medico;
- Padre Miscottino, interpretato dal dottor Paolo Antonio Mazzarelli, avvocato;
- Melaggiso il sacrestano, ruolo ricoperto dal dottor Vincenzo Di Carlo, speziale (farmacista);
- donna Teresina, interpretata dal dottor Orazio Pascale, dottore nelle leggi;
- Fauciona, ruolo ricoperto dal dottor fisico Francesco Paolo Biondi, medico chirurgo;
- Mariella, interpretata da Fabio Biondi;
- Bellezza, ruolo ricoperto da Vito Mazzarelli.

La commedia è costituita da tre atti costituiti il primo da dieci scene, il secondo ed il terzo da sette.